# Согн-ог-Фьюране
Согн-ог-Фью́ране (норв. Sogn og Fjordane) — бывшая фюльке (губерния) Норвегии. Была расположена в центральной части региона Вестланн. Административный центр располагался в Хермансверке. Граничила с губерниями Мёре-ог-Ромсдал, Оппланн, Хордаланн и Бускеруд. Упразднена с 1 января 2020 года, когда была образована новая губерния (фюльке) Вестланн, в состав которой вошли бывшие фюльке Хордаланн и Согн-ог-Фьюране (за исключением коммуны Хорниндал, ставшей частью коммуны Волда в фюльке Мёре-ог-Ромсдал).

## Административно-территориальное деление
| Коммуны, относившиеся к фюльке Согн-ог-Фьюране                                                                                              | Коммуны, относившиеся к фюльке Согн-ог-Фьюране                                                                                                | Коммуны, относившиеся к фюльке Согн-ог-Фьюране      |
| --- | --- | --------------------------------------------------- |
| 1. Ордал 2. Аскволл 3. Эурланн 4. Балестранн 5. Бремангер 6. Эйд 7. Фьялер 8. Флура 9. Фёрде 10. Гёулар 11. Глоппен 12. Гулен 13. Хорниндал | 1. Хёйангер 2. Хюллестад 3. Йёльстер 4. Лердал 5. Лейкангер 6. Лустер 7. Нёустдал 8. Селье 9. Согндал 10. Сулунн 11. Стрюн 12. Вогсёй 13. Вик | Карта коммун, относившихся к фюльке Согн-ог-Фьюране |

## Транспорт

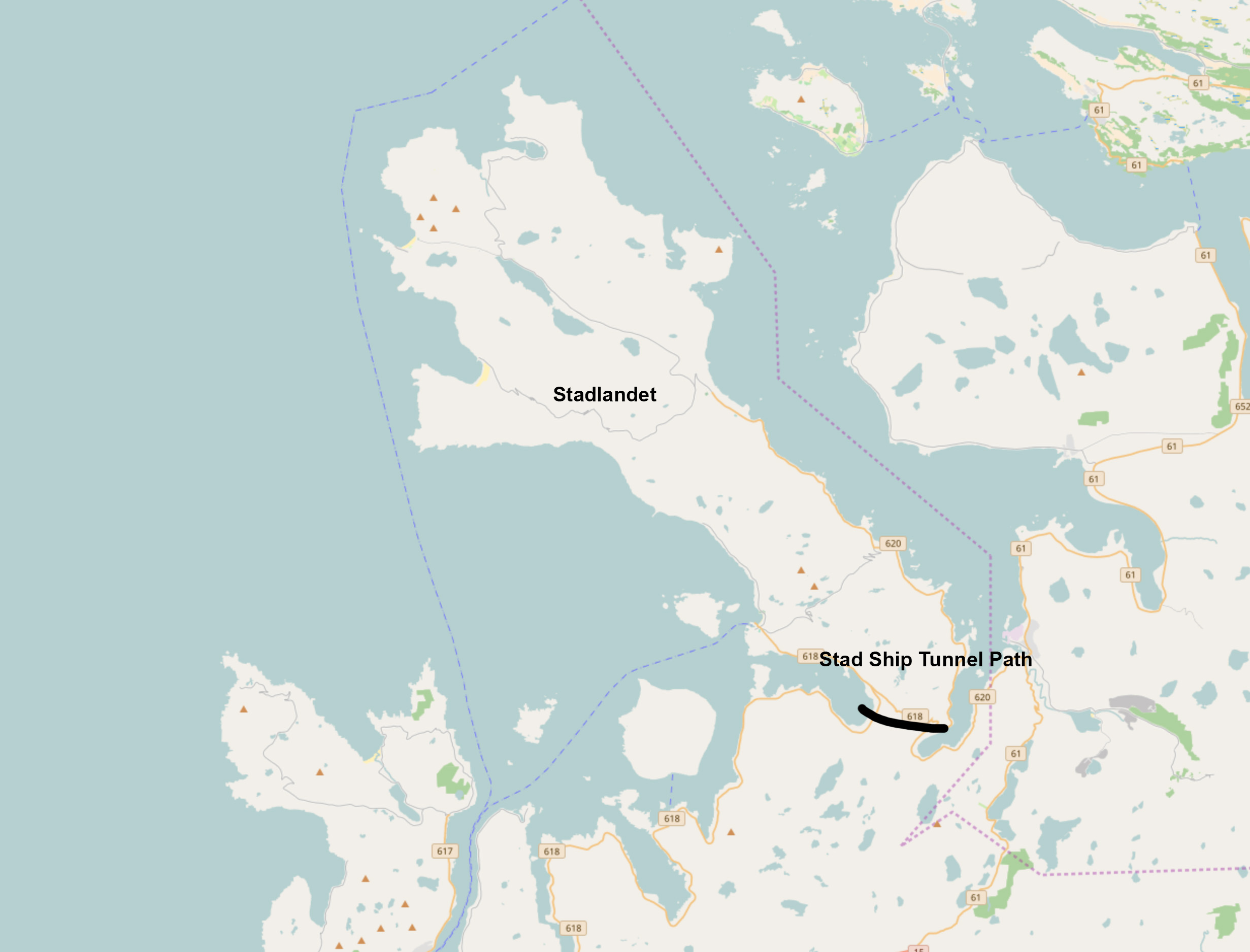
Планируемый маршрут тоннеля Стад

На территории фюльке находится Лердальский тоннель, связывающий коммуны Лердал и Эурланн; это самый длинный автомобильный тоннель в мире.

Планируется строительство тоннеля Стад под полуостровом Стад, который позволит грузовым и пассажирским судам проходить из Норвежского моря в Северное в пределах зоны, защищенной фьордами; это откроет возможность безопасной круглогодичной навигации между городами Берген и Олесунн.